# ソモニ
ソモニ（タジク語: cомонӣ）はタジキスタンの通貨。ISO 4217の通貨コードはTJS。補助単位は100分の1のディラム（タジク語: дирам）。ソモニの名称はタジキスタンの国父とされるイスマーイール・サーマーニーに因む。
2000年10月30日、タジク・ルーブルに代わり1ソモニ＝1000ルーブルのレートで導入された。2019年3月12日14時現在１ソモニ＝11.7958円。

## 流通硬貨と紙幣

### 硬貨
5、10、20、25ディラム硬貨は真鍮メッキを施した鉄鋼製。50ディラム硬貨は真鍮製。1、3、5ソモニ硬貨は白銅製である。

### 紙幣
硬貨より早く2000年から流通が開始されている。
| 現行紙幣   | 現行紙幣    | 現行紙幣 | 現行紙幣                     | 現行紙幣                       | 現行紙幣 | 現行紙幣   |      |
| 額面       | サイズ      | 色       | 図柄                         | 図柄                           | 日付     | 日付       | 日付 |
| 額面       | サイズ      | 色       | 表                           | 裏                             | 印刷     | 流通開始   |      |
| ---------- | ----------- | -------- | ---------------------------- | ------------------------------ | -------- | ---------- | ---- |
| 1ディラム  | 100 × 60 mm | 茶       | サドリーディン・アイニ劇場   | パミール高原                   | 1999年   | 2000年10月 |      |
| 5ディラム  | 100 × 60 mm | 青       | アルボブ文化宮殿             | ミルゾ・トゥルスンゾダ廟       | 1999年   | 2000年10月 |      |
| 20ディラム | 100 × 60 mm | 緑       | タジキスタン国立銀行の会議室 | 山道                           | 1999年   | 2000年10月 |      |
| 50ディラム | 100 × 60 mm | 紫       | イスマーイール・サーマーニー | 渓谷                           | 1999年   | 2000年10月 |      |
| 1ソモニ    | 141 × 65 mm | 緑       | ミルゾ・トゥルスンゾダ       | タジキスタン国立銀行           | 1999年   | 2000年10月 |      |
| 5ソモニ    | 144 × 65 mm | 青       | サドリーディン・アイニ       | アブドゥッラー・ルーダキー廟   | 1999年   | 2000年10月 |      |
| 10ソモニ   | 147 × 65 mm | 赤       | サイード・アリー・ハマドニ   | サイード・アリー・ハマドニの墓 | 1999年   | 2000年10月 |      |
| 20ソモニ   | 150 × 65 mm | 黄茶     | イブン・スィーナー           | ヒッサール要塞                 | 1999年   | 2000年10月 |      |
| 50ソモニ   | 153 × 65 mm | 青       | ボボジョン・ガフロフ         | 中国風茶店                     | 1999年   | 2000年10月 |      |
| 100ソモニ  | 156 × 65 mm | 茶       | イスマーイール・サーマーニー | 大統領宮殿                     | 1999年   | 2000年10月 |      |